# افرا بن
اَفرا بِن (انگلیسی: Aphra Behn; ‎/ˈæfrə bɛn/‎؛ تعمید. ۱۴ دسامبر ۱۶۴۰ – ۱۶ آوریل ۱۶۸۹) نمایشنامه‌نویس، شاعر، نثرنویس و مترجم انگلیسی از دوران بازگردانی پادشاهی انگلستان بود. او به عنوان یکی از اولین زنان انگلیسی که اعتبار زندگی خود را از طریق نوشتن به دست آورد، موانع فرهنگی را شکست و به عنوان یک الگوی ادبی برای نسل‌های بعدی نویسندگان زن عمل کرد. او که از گمنامی برخاسته بود، مورد توجه چارلز دوم واقع شد که او را به عنوان جاسوس در آنتورپ استخدام کرد. پس از بازگشت به لندن و اقامت کوتاه احتمالی در زندان بدهکاران، شروع به نوشتن برای صحنه کرد. او به مجموعه ای از شاعران و لیبرتین‌های مشهوری مانند جان ویلموت، لرد روچستر تعلق داشت. بن با نام مستعار شبانی «آستریا» (Astrea) می‌نوشت. در دوران پرتلاطم سیاسی بحران محرومیت، او مقدمه و مؤخره‌ای نوشت که او را با مشکل حقوقی مواجه کرد. او پس از آن بیشتر نوشته‌های خود را به ژانرهای نثر و ترجمه اختصاص داد. او که از طرفداران سرسخت خط استوارت بود، دعوت اسقف برنت برای نوشتن شعر خوشامدگویی به پادشاه جدید ویلیام سوم را رد کرد. او کمی بعد درگذشت.

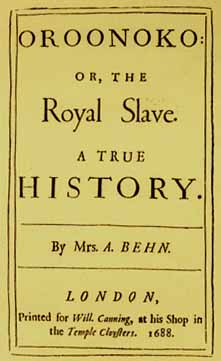
صفحه عنوان اولین نسخه Oroonoko (1688) یا برده سلطنتی

آرامگاه افرا بن در کلیسای وست مینستر است. قبر او در گوشه شاعران گنجانده نشده، اما در صومعه شرقی نزدیک پله‌های کلیسا قرار دارد.
شناخته شده‌ترین آثار او Oroonoko: یا برده سلطنتی، که گاهی به عنوان یک رمان اولیه توصیف می‌شود، و نمایشنامه مریخ نورد هستند.

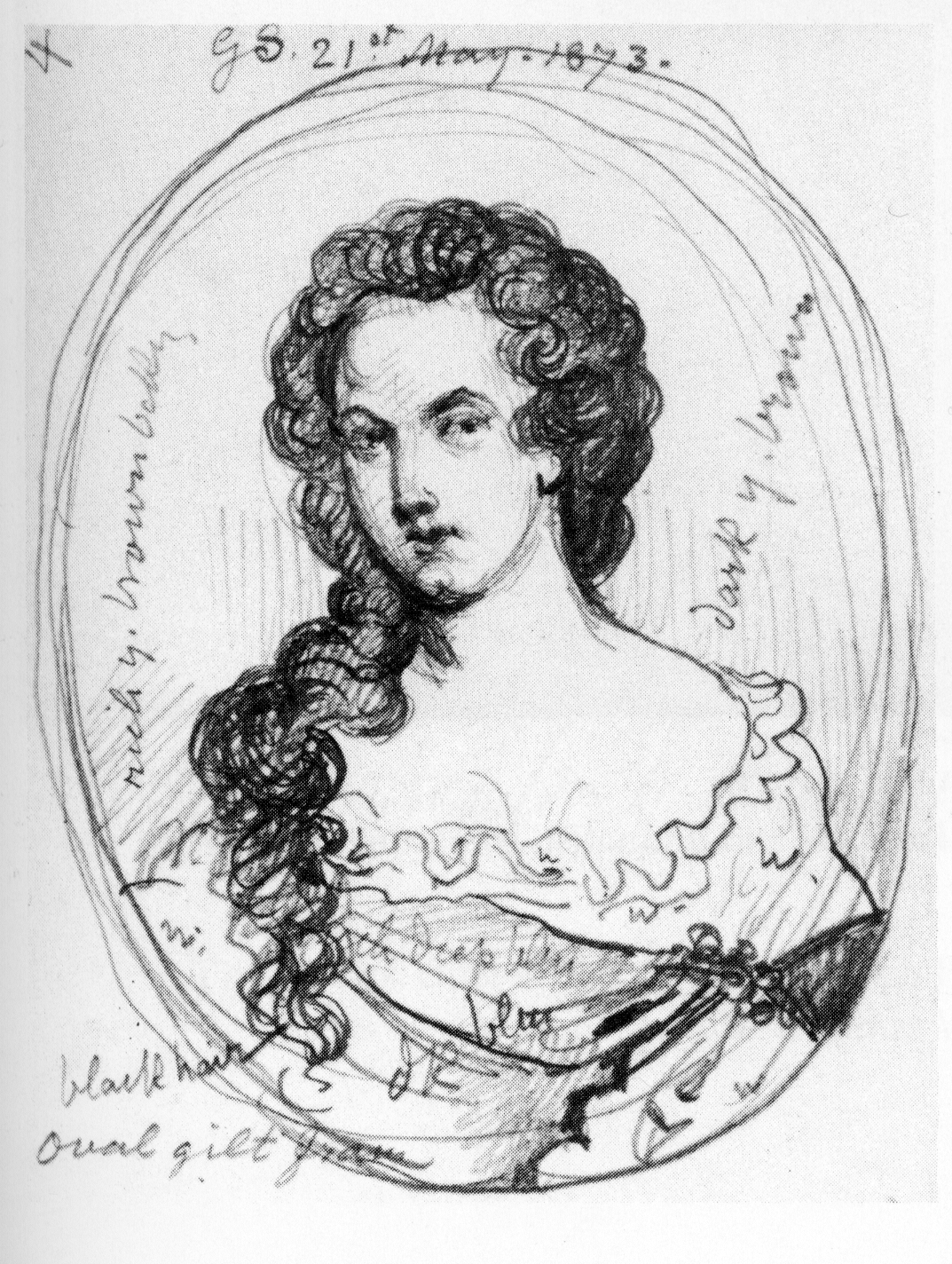
طرحی از افرا بن توسط جورج شارف از پرتره ای که گمان می‌رود گم شده‌است (۱۸۷۳)